# Ministre d’État (Frankreich)
Ministre d’État ist in der Fünften Französischen Republik ein Ehrentitel für einen Minister in Frankreich. Auch im Ancien Régime, beiden Kaiserreichen, während der Restauration und in der Dritten und Vierten Französischen Republik wurde der Titel verwendet.
In der Fünften Republik wird ein Ministre d’État über diesen Titel besonders herausgehoben und steht damit in der protokollarischen Rangfolge vor den regulären Ministern. Dabei hat er gleichzeitig einen Geschäftsbereich inne (im Unterschied zur Dritten und Vierten Republik, in dem die Ministre d’État Minister ohne Geschäftsbereich waren). Der Titel eines Ministre d’État kann gleichzeitig an mehrere Minister vergeben werden, es hat aber auch zahlreiche Regierungen gegeben, in denen es keinen Ministre d’État gab.
Verfassungsrechtlich umstritten ist, ob ein Ministre d’État über weitreichendere Kompetenzen verfügt als die sonstigen Minister. Einige Quellen schreiben ihm das Recht zu, interministerielle Treffen einzuberufen, was sonst dem Premierminister vorbehalten ist, und werten dies als Funktion eines „Vize-Premierministers“; von anderen Verfassungsrechtlern wird das Amt als reiner Ehrentitel angesehen.
Ziel der Berufung eines Ministre d’État kann sein, die Bedeutung des Geschäftsbereichs oder die konkrete Person besonders hervorzuheben. Letzteres kann zum Beispiel eine Rolle spielen, wenn in Koalitionsregierungen die Führungen der Koalitionsparteien herausgestellt werden sollen (z. B. Jean-Louis Borloo, der während der Regierung von François Fillon Vorsitzender des Bündnispartners Parti radical valoisien war), wenn ehemalige Premierminister wieder in eine Regierung berufen werden (wie dies bei Alain Juppé, aber nicht bei Jean-Marc Ayrault oder Laurent Fabius geschah), oder langjährige oder besonders bedeutende Regierungsmitglieder „befördert“ werden (z. B. Nicolas Sarkozy, der zur Zeit der Regierung de Villepin auch Vorsitzender der Regierungspartei UMP war, Jack Lang, der als langjähriger Kulturminister 1992 auch Ministre d’État wurde oder André Malraux, Simone Veil oder Nicolas Hulot, die als prominente Persönlichkeiten in die Regierungen berufen und folglich als Ministre d’État hervorgehoben wurden). Natürlich können derartige Motive auch zusammenkommen (z. B. war Juppé in seiner Zeit als Ministre d’État nicht nur ehemaliger Premierminister, sondern auch eine der einflussreichsten Persönlichkeiten der UMP).

## Berühmte Träger des Titels
- Léon Bourgeois (1915–1917)
- Émile Combes (1915–1916)
- Denys Cochin (1915–1916)
- Jules Guesde (1915–1916)
- Charles de Freycinet (1915–1916)
- Paul Doumer (1917)
- Louis Barthou (1917)
- Jean Dupuy (1917)
- Édouard Herriot (1934–1936)
- André Tardieu (1934)
- Philippe Pétain (1935)
- Pierre-Étienne Flandin (1935–1936)
- Joseph Paul-Boncour (1936)
- Camille Chautemps (1936–1937)
- Maurice Viollette (1936–1938)
- Albert Sarraut (1937–1938)
- Théodore Steeg (1938)
- Paul Reynaud (1950)
- André Malraux als Kulturminister (1959–1969)
- Édouard Balladur als Wirtschafts-, Finanz- und Privatisierungsminister (1986–1988)
- Pierre Bérégovoy als Wirtschafts- und Finanzminister (1988–1992)
- Lionel Jospin als Bildungsminister (1988–1992), zuvor erster Sekretär der regierenden Parti Socialiste
- Roland Dumas als Außenminister (1988–1993)
- Jack Lang als Bildungs- und Kulturminister (1992–1993)
- Simone Veil als Sozial- und Gesundheitsministerin (1993–1995)
- Nicolas Sarkozy als Wirtschafts-, Finanz- und Industrieminister (2004) bzw. als Innenminister (2005–2007), 2005–2007 zugleich Vorsitzender der Regierungspartei UMP
- Alain Juppé als Umweltminister (2007), Verteidigungsminister (2010–2011) und Außenminister (2010–2012), früherer Premierminister
- Jean-Louis Borloo als Umweltminister (2007–2010), gleichzeitig Vorsitzender der Parti Radical
- François Bayrou als Justizminister (2017), gleichzeitig Vorsitzender des MoDem
- Gérard Collomb als Innenminister (2017–2018)
- Nicolas Hulot als Umweltminister (2017–2018)